# 保衛中華大同盟
保衛中華大同盟（ほえいちゅうかだいどうめい、保衛中華大同盟）は、中華民国（台湾）の政党。2005年3月12日に林正杰が結党、中華民国第109番目の政党として登録された。中国統一を政治的立場とする。2005年9月9日に中華統一促進党を結党し、発展的に解消した。